# Rostock Hauptbahnhof
Rostock Hauptbahnhof is een spoorwegstation in de Duitse plaats Rostock. Het station behoort tot de Duitse stationscategorie 2. Het station werd in 1886 geopend. 